# Koń westfalski

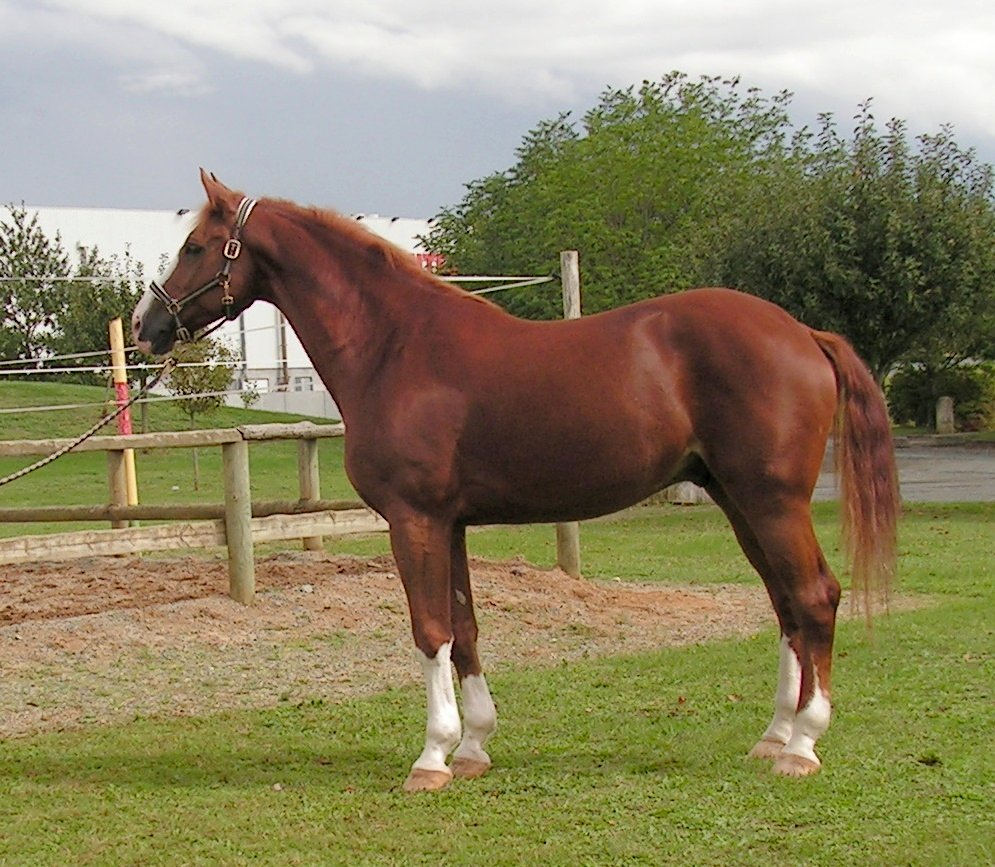
Koń westfalski

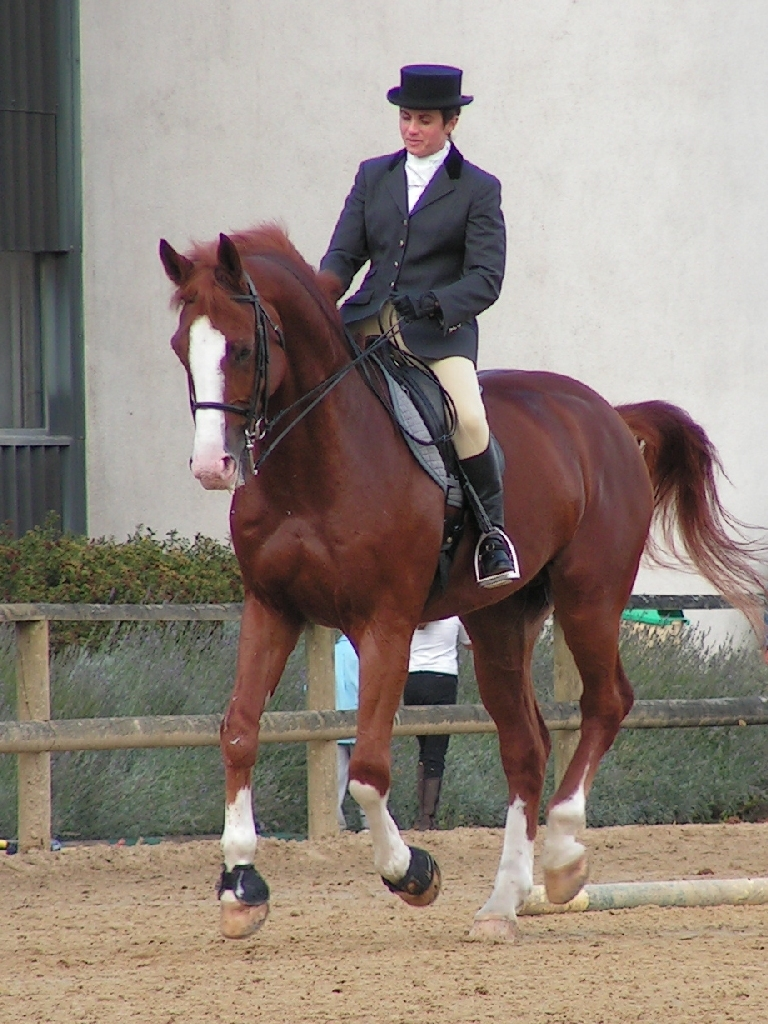
Koń westfalski w konkursie ujeżdżenia

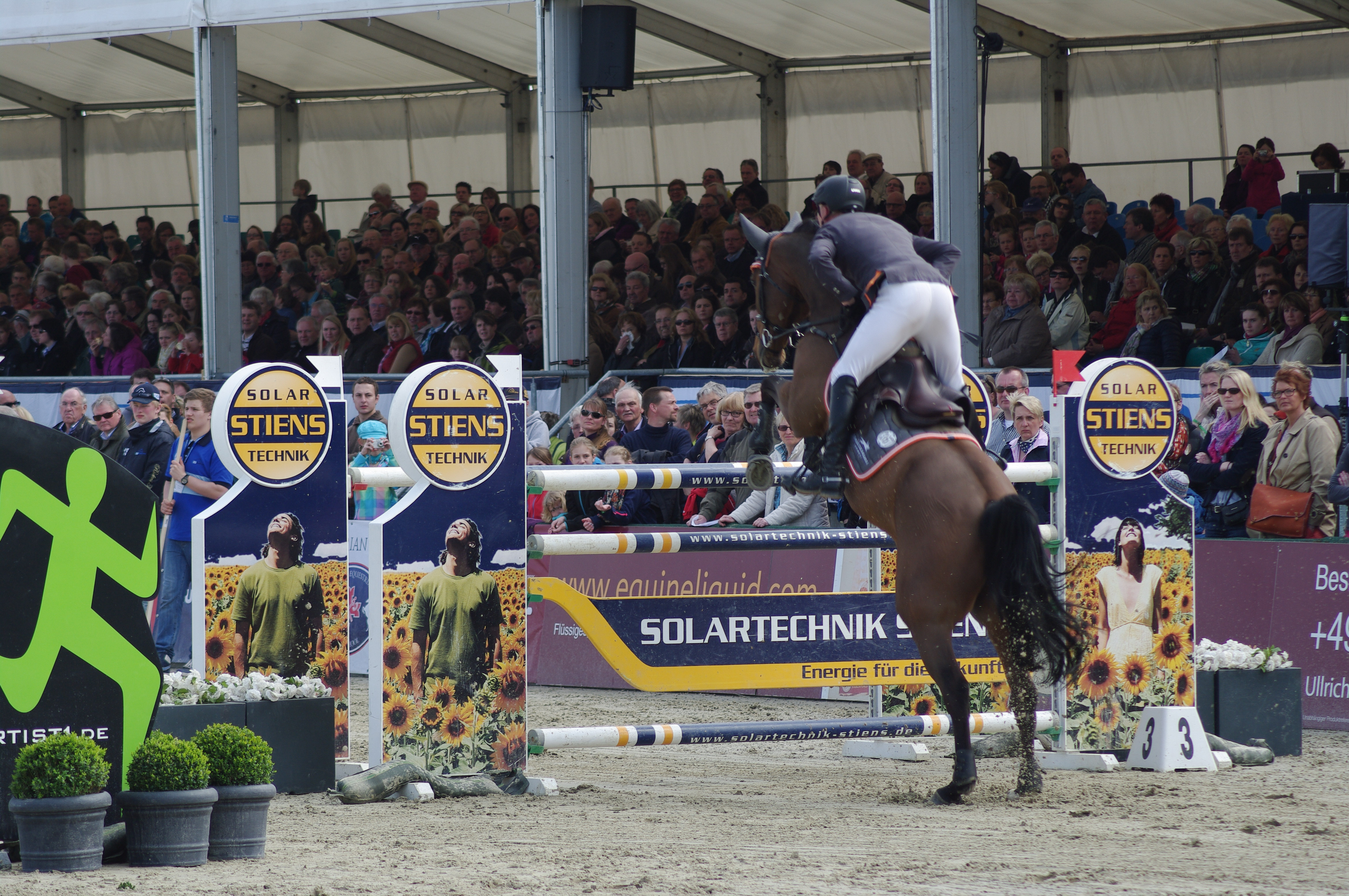
Koń westfalski w konkursie skoków przez przeszkody

Koń westfalski – niemiecka gorącokrwista rasa konia domowego pochodząca z Westfalii, uzyskana przez krzyżowanie konia oldenburskiego, konia trakeńskiego, konia pełnej krwi angielskiej i hanowerskiego, na którym opiera się od 1920.
Rasa charakteryzuje się wysokością w kłębie sięgającą ok. 165-175 cm, proporcjonalną budową ciała, długą szyją, wyraźnie zaznaczonym kłębem, długimi spadzistymi łopatkami, długim grzbietem i dobrze umięśnionymi tylnymi kończynami z mocnymi stawami. Głowa jest szlachetna, sucha, średniej wielkości i zazwyczaj o prostym profilu.
Jest to jedna z ras osiągających najlepsze wyniki w jeździectwie. Zwierzęta te wykorzystywane są w sportach takich jak skoki przez przeszkody, ujeżdżenie lub WKKW oraz w celach rekreacyjnych.
W Münster-Handorf odbywa się doroczne przyznawanie licencji (niem. Körung - aprobacja) szczególnie uzdolnionym młodym ogierom w sporcie.

## Historia
Tradycja hodowli koni w Westfalii sięga czasów starożytnych, kiedy hodowano tam konie do jazdy wierzchem i zaprzęgiem. W Warendorf (land Münster) od 1826 znajduje się stado ogierów, w którym dawniej hodowano konie przeznaczone dla kawalerii. Wiele nieudolnych prób hodowlanych, trwających aż do przełomu wieków, nie doprowadziło do powstania unikalnej i stabilnej rasy koni, choć już w 1826 założono państwową stadninę w Warendorfie i wydano regulamin hodowlany, by rozpocząć planową hodowlę. Punkt zwrotny nastąpił po I wojnie światowej, wraz z masowym użyciem ogierów hanowerskich, których krew dominuje do dziś w wielu liniach matek. Do ogierów założycielskich bardziej współczesnych czasów należy przede wszystkim potężny Frühling, który poprzez swoich synów Frühlingstraum II i Frühlingsball założył własną linię ogierów, oraz Ramzes polski koń półkrwi angloarabskiej. Celem hodowli było uzyskanie dużego konia wierzchowego zrównoważonego pod względem charakteru, o spokojnym temperamencie, nadającego się zarówno do pokazów, jak i do jazdy rekreacyjnej. W 1904 założono w Münster rejestr rasy westfalskiej. Nadreńsko-westfalska hodowla koni zimnokrwistych istniała tam do czasów II wojny światowej. Po wojnie zaczęto hodować konie gorącokrwiste. W końcu lat 70. XX w. konie westfalskie zaczęły wygrywać w konkursach skoków przez przeszkody i ujeżdżenia. W stadninie w Warendorfie odbywa się coroczna parada ogierów gromadząca wielu miłośników koni.